# 20834 Allihewlett
20834 Allihewlett è un asteroide della fascia principale. Scoperto nel 2000, presenta un'orbita caratterizzata da un semiasse maggiore pari a 2,2848147 UA e da un'eccentricità di 0,1710360, inclinata di 5,78050° rispetto all'eclittica.